# 전광
전광(田廣, ? ~ 기원전 204년)은 중국 초한전쟁기 제나라의 왕이다. 전국 시대 제나라의 왕족이자, 제왕 전영(齊王 田榮)의 아들이다.

## 생애
기원전 205년, 전영이 서초패왕 항우와 싸우다 죽으니 항우는 전영에게 쫓겨난 옛 제나라 왕 전가를 다시 왕으로 삼았다. 그러나 항우가 제나라 사람을 학살하자 제나라 사람들은 거세게 저항했고, 항우는 이들과의 싸움에 허우적대다 서초의 서울 팽성을 한왕 유방에게 빼앗겼다. 항우가 팽성을 수복하러 떠나니 항우와 맞서 싸우던 숙부 전횡이 제나라 땅을 회복하면서, 전횡에게 제나라 왕으로 옹립됐다. 나라의 일은 모두 재상이 된 전횡이 다스렸다.
기원전 203년, 한나라에서 보낸 역이기의 설득을 전횡과 함께 받아들여, 역이기와 함께 주연을 즐기는 한편 역하(歷下)에 주둔하며 한나라와 맞서고 있던 거기장군 화무상(華無傷)과 전해(田解)에게 경비를 풀게 했다. 그런데 한신이 공을 탐내 역하를 급습하니, 방비가 없던 제군은 격파됐고 한신은 제나라 서울 임치까지 쳐들어왔다. 분노한 전광은 역이기를 팽살(삶아서 죽임)했고, 제나라 지도부는 따로따로 흩어져 전광은 고밀로 달아났다. 초나라 장수 용저가 호왈 20만에 달하는 구원병을 이끌고 고밀로 오자 초군과 합류했으나, 용저는 한신의 계략에 걸려 패해 전사했고, 전광은 한신의 지휘를 받는 조참에게 재상 전광(田光)·수상(守相) 허장(許章)·장군 전기(田旣)와 함께 사로잡혔으며, 한신에게 살해당했다.

## 가계

### 관련 인물
- 전담
- 전시
- 전영
- 전횡